# Кэмпбелл, Иэн Дуглас, 11-й герцог Аргайл
Иан Дуглас Кэмпбелл, 11-й и 4-й герцог Аргайл (англ. Ian Douglas Campbell, 11th and 4th Duke of Argyll; 18 июня 1903 — 7 апреля 1973) — шотландский аристократ и наследственный пэр. Его помнят главным образом по несчастливому браку и скандальному разводу 1963 года с Маргарет Уигэм.

## Ранняя жизнь
Иан Дуглас Кэмпбелл родился 18 июня 1903 года в Париже, Франция. Единственный сын Дугласа Уолтера Кэмпбелла (1877—1926) и его жены Эйми Мэри Сюзанны Лоуренс (? — 1920). Внук лорда Уолтера Кэмпбелла (1848—1889) и правнук Джорджа Кэмпбелла, 8-го герцога Аргайла (1823—1900).
20 августа 1949 года после смерти своего бездетного двоюродного брата, Нейла Диармида Кэмпбелла, 10-го герцога Аргайла (1872—1949), Иан Дуглас Кэмпбелл унаследовал титулы 11-го и 4-го герцога Аргайла, а также все остальные дочерние титулы и родовые владения клана Кэмпбелл.
Иан Дуглас Кэмпбелл получил образование в Милтоне, штат Массачусетс, США. Закончил колледж Крайст-черч в Оксфордском университете, Оксфорд, Оксфордшир, Англия. Участник Второй мировой войны, с 1940 по 1945 год — военнопленный. Получил звание капитана 8-го батальона Аргайл-сатерлендского хайлендского полка.

## Личная жизнь
Герцог Аргайл был женат четыре раза. Его первый брак был заключен 12 декабря 1927 года с достопочтенной Джанет Глэдис Эйткен (9 июля 1908—1988), дочерью делового магната и предпринимателя, лорда Бивербрука. У них родилась дочь:
- Леди Джин Кэмпбелл (10 декабря 1928 — 4 июня 2007), которая вышла замуж за Нормана Мейлера (1923—2007) в 1962 году и развелась в 1963 году. У них была одна дочь Кейт. В марте 1964 года она снова вышла замуж за Джона Сержанта Крама. У них также родилась одна дочь Кузи Шарлотта[4].

Иан и Джанет развелись в 1934 году. Второй брак герцога Аргайла был заключен 23 ноября 1935 года с Луизой Холлингсворт Моррис Ваннек, урожденной Кливс (27 ноября 1904 — 10 февраля 1970), дочерью Генри Кливса и Луизы Холлингсворт Моррис, бывшей женой Эндрю Никола Армстронга Ваннека (доктор медицинских наук, 1930—1933). Этот брак произвел на свет двух сыновей:
- Иэн Кэмпбелл, 12-й герцог Аргайл (28 августа 1937 — 21 апреля 2001), женившийся на Айоне Колкахун 4 июля 1964 года. У них было двое детей:
  - Торквил Кэмпбелл, 13-й герцог Аргайл (род. 1968)[4]
  - Леди Луиза Айона Кэмпбелл (род. 1972), которая вышла замуж за Энтони Баррелла 18 апреля 1998 года. У них двое детей[4].
- Лорд Колин Ивар Кэмпбелл (род. 14 мая 1946), который женился на Джорджии Арианне Зиади 23 марта 1974 года, и они развелись в 1975 году[4].

Этот брак также закончился разводом в 1951 году. Третьим браком герцог Аргайл был женат на Маргарет Уигэм (1 декабря 1912 — 25 июля 1993), матери герцогини Ратленд Фрэнсис Хелен Суини от её предыдущего брака с Чарльзом Суини. Они поженились 22 марта 1951 года. Маргарет была блестящей светской фигурой с ненасытным сексуальным аппетитом. Даже будучи замужем за герцогом, она продолжала заводить романы с мужчинами — от актера Дугласа Фэрбенкса-младшего до Дункана Сэндиса, министра обороны. Брак был бездетным, и они развелись в 1963 году, после того как герцог нашел полароидные фотографии её сексуальных отношений с другими мужчинами. Во время бракоразводного процесса герцог предъявил фотографии, на которых герцогиня, одетая только в свою фирменную тройную нитку жемчуга, делала минет неизвестному мужчине. В ходе слушаний, которые привлекли большое внимание средств массовой информации, развод был удовлетворен, хотя и на основании прелюбодеяния с другим мужчиной.
Четвертый и последний брак герцога Аргайла 15 июня 1963 года состоялся с Матильдой Костер Мортимер (20 августа 1925 — 6 июня 1997). Матильда, которая впервые вышла замуж за Клеменса Хеллера, основателя Зальцбургского глобального семинара, школы в Зальцбурге, Австрия, была внучкой нью-йоркского банкира и клубмена Уильяма Бэя Костера. У супругов родилась одна дочь:
- Леди Элспет Кэмпбелл (29 апреля 1967 — 4 мая 1967), прожившая всего пять дней[4].

Они оставались женатыми до смерти герцога 7 апреля 1973 года. Он умер в доме престарелых в Эдинбурге. Ему наследовал его старший сын Иан Кэмпбелл, 12-й герцог Аргайл.
В то время как большинство герцогов и герцогинь Аргайл похоронены в приходской церкви Килмуна, 11-й герцог Аргайл и его сын, 12-й герцог Аргайл, оба предпочли быть похороненными на острове Инишейл в озере Лох-О.

## Титулатура
- 11-й герцог Аргайл (с 20 августа 1949)
- 4-й герцог Аргайл (с 20 августа 1949)
- 8-й барон Гамильтон из Хэмилдона (с 20 августа 1949)
- 7-й барон Саундбридж из Кумбанка (с 20 августа 1949)
- 13-й баронет Кэмпбелл из Ланди, Форфаршир (с 20 августа 1949)
- 14-й лорд Кинтайр (с 20 августа 1949)
- 11-й граф Кэмпбелл и Коуэл (с 20 августа 1949)
- 11-й виконт Лохоу и Гленила (с 20 августа 1949)
- 11-й маркиз Кинтайр и Лорн (с 20 августа 1949)
- 20-й лорд Лорн (с 20 августа 1949)
- 21-й лорд Кэмпбелл (с 20 августа 1949)
- 11-й лорд Инверэри, Малл, Морверн и Тири (с 20 августа 1949)
- 20-й граф Аргайл (с 20 августа 1949).

## В массовой культуре
В 2021 году на BBC One вышел мини-сериал "Очень британский скандал", посвящённый бракоразводному процессу Аргайлов. Роль герцога исполнил Пол Беттани.